# Iffendic
Iffendic település Franciaországban, Ille-et-Vilaine megyében. Lakosainak száma 4603 fő (2022. január 1.). Iffendic Boisgervilly, Saint-Gonlay, Montfort-sur-Meu, Bédée, Montauban-de-Bretagne, Monterfil, La Nouaye, Paimpont, Saint-Malon-sur-Mel, Saint-Maugan, Saint-Onen-la-Chapelle, Saint-Péran, Saint-Uniac és Talensac községekkel határos.

## Népesség
A település népességének változása:
| Lakosok száma | 2528 | 2580 | 2675 | 3778 | 4454 | 4456 | 4469 | 4553 | 4567 | 4603 |
|               | 1968 | 1982 | 1990 | 2006 | 2013 | 2015 | 2017 | 2019 | 2020 | 2022 |